# بطولة العالم للرماية لذوي الاحتياجات الخاصة
بطولة العالم للقوس والسهم لذوي الإعاقة أقيمت لأول مرة في عام 1998 في المملكة المتحدة وتُقام كل عامين.

## الفعاليات
| العدد | السنة | الموقع       | الفعاليات |
| ----- | ----- | ------------ | --------- |
| 1     | 1998  | ستوك مانفيل  | 7         |
| 2     | 1999  | كريستشرش     | 7         |
| 3     | 2001  | نيمبورك      | 7         |
| 4     | 2003  | مدريد        | 7         |
| 5     | 2005  | مسا كارارا   | 8         |
| 6     | 2007  | تشونغجو      | 8         |
| 7     | 2009  | نيمبورك      | 8         |
| 8     | 2011  | تورينو       | 7         |
| 9     | 2013  | بانكوك       | 7         |
| 10    | 2015  | دوناوإيشينغن | 8         |
| 11    | 2017  | بكين         | 6         |
| 12    | 2019  | هيرتوجينبوش  | 8         |
| 13    | 2022  | دبي          | 8         |
| 14    | 2023  | بيلزن        | 8         |

## الأبطال

### القوس المركب / المفتوح
الرجال
| النسخة            | الذهبية                       | الفضية                        | البرونزية                      |
| ----------------- | ----------------------------- | ----------------------------- | ------------------------------ |
| 1998 ستوك مانفيل  | إيمريش ليكسا · سلوفاكيا       | والدمار دوسولد · ألمانيا      | توماس ليزانسكي · بولندا        |
| 1999 كريستشرش     | رايمو تيرونن · فنلندا         | ريشارد بوكانسكي · بولندا      | فيليكس ماركيز · إسبانيا        |
| 2001 نيمبورك      | آن تي-سونغ · كوريا الجنوبية   | وانشاي تشايفارين · تايلاند    | جان-فرانسوا غارسيا · فرنسا     |
| 2003 مدريد        | إيمريش ليكسا · سلوفاكيا       | آن تي-سونغ · كوريا الجنوبية   | سيرغي أتمانينكو · أوكرانيا     |
| 2005 مسا كارارا   | سيرغي أتمانينكو · أوكرانيا    | إيمريش ليكسا · سلوفاكيا       | توماس ليزانسكي · بولندا        |
| 2007 تشونغجو      | دونغ تشي · الصين              | آن تي-سونغ · كوريا الجنوبية   | إيمريش ليكسا · سلوفاكيا        |
| 2009 نيمبورك      | مصطفى آك · تركيا              | فابريس مينويير · فرنسا        | تيمور توشينوف · روسيا          |
| 2011 تورينو       | دونغ تشي · الصين              | كيم سوك هو · كوريا الجنوبية   | تيمور توشينوف · روسيا          |
| 2013 بانكوك       | تيمور توشينوف · روسيا         | يوروي كوبوي · أوكرانيا        | فاسلاف كوستال · جمهورية التشيك |
| 2015 دوناوإيشينغن | إريك بينيت · الولايات المتحدة | شي شوشينغ · الصين             | غولامريزا رحيمي · إيران        |
| 2017 بكين         | تشاو ليشيو · الصين            | هانريوتشاي نيتسيري · تايلاند  | أنطون زياباييف · روسيا         |
| 2019 دين بوش      | سورش سيلفاثامبي · ماليزيا     | إريك بينيت · الولايات المتحدة | باتو تسيديندورجييف · روسيا     |
| 2022 دبي          | توموهيرو أوياما · اليابان     | غويوم توكوليه · فرنسا         | بارك جون بوم · كوريا الجنوبية  |
| 2023 بيلزن        | كيفن ماثر · الولايات المتحدة  | روسلان تسيباليوك · أوكرانيا   | محمد رضا عرب أمري · إيران      |

النساء
| النسخة            | الذهبية                         | الفضية                            | البرونزية                    |
| ----------------- | ------------------------------- | --------------------------------- | ---------------------------- |
| 1998 ستوك مانفيل  | أنيتا تشابمان · بريطانيا العظمى | بيرثي هاولينغ موغينسين · الدنمارك | زوفيا دويمان · بولندا        |
| 1999 كريستشرش     | أنيتا تشابمان · بريطانيا العظمى | مالغورزاتا أولينيك · بولندا       | ويزلاوا ستاشاليك · بولندا    |
| 2001 نيمبورك      | لي هوا سوك · كوريا الجنوبية     | أولينا سكوبا · أوكرانيا           | لي كيونغ هي · كوريا الجنوبية |
| 2003 مدريد        | أليسيا بوكانسكا · بولندا        | ناتالي كوردوينير · أستراليا       | مالغورزاتا أولينيك · بولندا  |
| 2005 مسا كارارا   | لي هوا سوك · كوريا الجنوبية     | أليسيا بوكانسكا · بولندا          | بودانا نيكيتينكو · أوكرانيا  |
| 2007 تشونغجو      | أليسيا بوكانسكا · بولندا        | آنا تزيكا · اليونان               | لي هوا سوك · كوريا الجنوبية  |
| 2009 نيمبورك      | إليان سالدن-أوتين · هولندا      | كيم ران سوك · كوريا الجنوبية      | لي هوا سوك · كوريا الجنوبية  |
| 2011 تورينو       | غاو فانغشيا · الصين             | إيرينا باتوروفا · روسيا           | ماغالي كومتي · سويسرا        |
| 2013 بانكوك       | بريجيت دوبوك · فرنسا            | ليانغ تشيورونغ · الصين            | ميلينا أولشيفسكا · بولندا    |
| 2015 دوناوإيشينغن | وو تشونيان · الصين              | سفيتلانا بارانتسيفا · روسيا       | إليزابيتا ميجنو · إيطاليا    |
| 2017 بكين         | زهرا نماتي · إيران              | مرفي نور إيروغلو · تركيا          | وو تشونيان · الصين           |
| 2019 دين بوش      | وو تشونيان · الصين              | ميلينا أولشيفسكا · بولندا         | سفيتلانا بارانتسيفا · روسيا  |
| 2022 دبي          | فينتزا بيتريلي · إيطاليا        | بويا · الهند                      | ميلينا أولشيفسكا · بولندا    |
| 2023 بيلزن        | وو تشونيان · الصين              | ميلينا أولشيفسكا · بولندا         | وو يانغ · الصين              |

### القوس المركب W2
الرجال
| النسخة              | الذهبية                       | الفضية                        | البرونزية                       |
| ------------------- | ----------------------------- | ----------------------------- | ------------------------------- |
| 1998 ستوك مانفيل    | لي أوك سو · كوريا الجنوبية    | جيوسيبي جابيللي · إيطاليا     | جيمس بوكانان · بريطانيا العظمى  |
| 1999 كريستشرش       | جونغ يونغ جو · كوريا الجنوبية | بيرتي بولكينين · فنلندا       | وونغ بينغ صن · هونغ كونغ        |
| 2001 نيمبورك        | لي أوك سو · كوريا الجنوبية    | أندرو بايلس · بريطانيا العظمى | جونغ يونغ جو · كوريا الجنوبية   |
| 2003 مدريد          | لي أوك سو · كوريا الجنوبية    | أوسكار دي بيلغريني · إيطاليا  | لي هونغ قو · هونغ كونغ          |
| 2005 مسا كارارا     | لي هونغ قو · كوريا الجنوبية   | ماريو أوهيم · ألمانيا         | بيوتور ساويكي · بولندا          |
| 2007 تشونغجو        | لي هونغ قو · كوريا الجنوبية   | محمد سلام صديق · ماليزيا      | أوسكار دي بيلغريني · إيطاليا    |
| 2009 نيمبورك        | محمد سلام صديق · ماليزيا      | لي هونغ قو · كوريا الجنوبية   | راسيل وولف · الولايات المتحدة   |
| 2011 تورينو (W1/W2) | إبراهيم رجباركفاي · إيران     | لي ميونغ قو · كوريا الجنوبية  | محمد سلام صديق · ماليزيا        |
| 2013 بانكوك         | هانريوتشاي نيتسيري · تايلاند  | بول براون · بريطانيا العظمى   | تسينغ لونغ هوي · تايبيه الصينية |

النساء
| النسخة              | الذهبية                             | الفضية                           | البرونزية                           |
| ------------------- | ----------------------------------- | -------------------------------- | ----------------------------------- |
| 1998 ستوك مانفيل    | كاثي كريتشلو-سميث · بريطانيا العظمى | غريس غوهان · جمهورية أيرلندا     | شيغيكو ماتسودا · اليابان            |
| 1999 كريستشرش       | باولا فانتاو · إيطاليا              | غريس غوهان · جمهورية أيرلندا     | نيرولي فيرهول · نيوزيلندا           |
| 2001 نيمبورك        | باولا فانتاو · إيطاليا              | كو هي سوك · كوريا الجنوبية       | آنا مينكوني · إيطاليا               |
| 2003 مدريد          | ساندرا تروكولو · إيطاليا            | ناومي إيزوكي · اليابان           | باولا فانتاو · إيطاليا              |
| 2005 مسا كارارا     | ناكوميرازاوا · اليابان              | ماركيتا سيدكوفا · جمهورية التشيك | كاثي كريتشلو-سميث · بريطانيا العظمى |
| 2007 تشونغجو        | شياو يانهونغ · الصين                | ليليا موفراس دو شاتلييه · فرنسا  | كيت موراي · بريطانيا العظمى         |
| 2009 نيمبورك        | جيزيما جيرشمن · تركيا               | ماركيتا سيدكوفا · جمهورية التشيك | ليليا موفراس دو شاتلييه · فرنسا     |
| 2011 تورينو (W1/W2) | شياو يانهونغ · الصين                | زهرا نماتي · إيران               | هاتيش بايار · تركيا                 |
| 2013 بانكوك         | زهرا نماتي · إيران                  | شياو يانهونغ · الصين             | لي مي هيانغ · كوريا الجنوبية        |

### فعاليات القوس المركب للفرق
الرجال
| النسخة            | الذهبية          | الفضية           | البرونزية                  |
| ----------------- | ---------------- | ---------------- | -------------------------- |
| 1998 ستوك مانفيل  | فنلندا           |                  |                            |
| 1999 كريستشرش     | سلوفاكيا         |                  |                            |
| 2001 نيمبورك      | كوريا الجنوبية   |                  |                            |
| 2003 مدريد        | كوريا الجنوبية   |                  |                            |
| 2005 مسا كارارا   | كوريا الجنوبية   |                  |                            |
| 2007 تشونغجو      | كوريا الجنوبية   |                  |                            |
| 2009 نيمبورك      | إسبانيا          | تركيا            | روسيا                      |
| 2011 تورينو       | روسيا            | كوريا الجنوبية   | أوكرانيا                   |
| 2013 بانكوك       | روسيا            | فرنسا            | بريطانيا العظمى            |
| 2015 دوناوإيشينغن | روسيا            | كوريا الجنوبية   | الصين                      |
| 2017 بكين         | روسيا            | الولايات المتحدة | بولندا                     |
| 2019 دين بوش      | الولايات المتحدة | روسيا            | الصين                      |
| 2022 دبي          | إيران            | بريطانيا العظمى  | Russian Archery Federation |

النساء
| النسخة            | الذهبية        | الفضية                         | البرونزية      |
| ----------------- | -------------- | ------------------------------ | -------------- |
| 1998 ستوك مانفيل  | إيطاليا        |                                |                |
| 1999 كريستشرش     | إيطاليا        |                                |                |
| 2001 نيمبورك      | كوريا الجنوبية |                                |                |
| 2003 مدريد        | كوريا الجنوبية |                                |                |
| 2005 مسا كارارا   | اليابان        |                                |                |
| 2007 تشونغجو      | الصين          | بريطانيا العظمى                | كوريا الجنوبية |
| 2009 نيمبورك      | كوريا الجنوبية | جمهورية التشيك                 | تركيا          |
| 2011 تورينو       | الصين          | كوريا الجنوبية                 | إيران          |
| 2013 بانكوك       | الصين          | تايلاند                        | كوريا الجنوبية |
| 2015 دوناوإيشينغن | الصين          | روسيا                          | كوريا الجنوبية |
| 2017 بكين         | الصين          | روسيا                          | إيطاليا        |
| 2019 دين بوش      | الصين          | تركيا                          | إيطاليا        |
| 2022 دبي          | إيطاليا        | الاتحاد الروسي للرماية منغوليا |                |

مختلط
| النسخة            | الذهبية | الفضية   | البرونزية |
| ----------------- | ------- | -------- | --------- |
| 2011 تورينو       | إيران   | الصين    | تايلاند   |
| 2013 بانكوك       | بولندا  | أوكرانيا | إيران     |
| 2015 دوناوإيشينغن | الصين   | روسيا    | إيطاليا   |
| 2017 بكين         | إيطاليا | البرازيل | إيران     |
| 2019 دين بوش      | روسيا   | إيطاليا  | الصين     |
| 2022 دبي          | إيطاليا | تايلاند  | بولندا    |

مختلط
| Event             | الذهبية | الفضية   | البرونزية |
| ----------------- | ------- | -------- | --------- |
| 2011 تورينو       | إيران   | الصين    | تايلاند   |
| 2013 بانكوك       | بولندا  | أوكرانيا | إيران     |
| 2015 دوناوإيشينغن | الصين   | روسيا    | إيطاليا   |
| 2017 بكين         | إيطاليا | البرازيل | إيران     |
| 2019 دين بوش      | روسيا   | إيطاليا  | الصين     |
| 2022 دبي          | إيطاليا | تايلاند  | بولندا    |

### القوس المركب المفتوح
الرجال
| النسخة            | الذهبية                         | الفضية                                        | البرونزية                               |
| ----------------- | ------------------------------- | --------------------------------------------- | --------------------------------------- |
| 1998 ستوك مانفيل  | ألبرتو سيمونيلي · إيطاليا       | هسو جوي جين · تايبيه الصينية                  | جيوفاني ميرابيلا · إيطاليا              |
| 1999 كريستشرش     | جون موراي · بريطانيا العظمى     | جون أولاف يوهانسون · النرويج                  | ماكوتو ساكاشيتا · اليابان               |
| 2001 نيمبورك      | أندرس جروندبيرغ · السويد        | ألبرتو سيمونيلي · إيطاليا                     | جيوفاني ميرابيلا · إيطاليا              |
| 2003 مدريد        | كيجو كالونكي · فنلندا           | إرنست أورتيليب · ألمانيا                      | جون موراي · بريطانيا العظمى             |
| 2005 مسا كارارا   | جون ستوبس · بريطانيا العظمى     | ألبرتو سيمونيلي · إيطاليا                     | لي أوك سو · كوريا الجنوبية              |
| 2007 تشونغجو      | كيفن إيفانز · كندا              | لي أوك سو · كوريا الجنوبية                    | كويون هيون جو · كوريا الجنوبية          |
| 2009 نيمبورك      | كيفن إيفانز · كندا              | باولو نزار · أوكرانيا                         | فريد ستيفنز · بريطانيا العظمى           |
| 2011 تورينو       | فيليب هورنر · سويسرا            | جون ستوبس · بريطانيا العظمى                   | عبد الله شنر · تركيا                    |
| 2013 بانكوك       | جون ستوبس · بريطانيا العظمى     | جيري فورسبرغ · فنلندا                         | جيانباولو كانسيلي · إيطاليا             |
| 2015 دوناوإيشينغن | لي أوك سو · كوريا الجنوبية      | ألبرتو سيمونيلي · إيطاليا                     | جون ستوبس · بريطانيا العظمى             |
| 2017 بكين         | آي شينليانغ · الصين             | أندريه شيلبي · الولايات المتحدة               | بن طومسون · الولايات المتحدة            |
| 2019 دين بوش      | بن طومسون · الولايات المتحدة    | مراد توران · تركيا                            | مات ستوتزمان · الولايات المتحدة         |
| 2022 دبي          | مات ستوتزمان · الولايات المتحدة | ألكسندر غومبوجابوف Russian Archery Federation | باير شيغاييف Russian Archery Federation |
| 2023 بيلزن        | ماتيو بوناكينا · إيطاليا        | ناثان ماكوين · بريطانيا العظمى                | جوناثان ميلن · أستراليا                 |

النساء
| النسخة            | الذهبية                                        | الفضية                           | البرونزية                           |
| ----------------- | ---------------------------------------------- | -------------------------------- | ----------------------------------- |
| 1998 ستوك مانفيل  | آن-كريستين نيلسون · السويد                     | إيرين موناكو · إيطاليا           | كارمن روبيو · إسبانيا               |
| 1999 كريستشرش     | بريندا ساكسون · بريطانيا العظمى                | كلازيين هيلينجرز · هولندا        | Only two competitors                |
| 2001 نيمبورك      | بريندا ساكسون · بريطانيا العظمى                | بيبا بريتون · بريطانيا العظمى    | Only two competitors                |
| 2003 مدريد        | برونا كولادارشي · إيطاليا                      | بيبا بريتون · بريطانيا العظمى    | كارمن روبيو · إسبانيا               |
| 2005 مسا كارارا   | ميلاني كلارك · بريطانيا العظمى                 | برونا كولادارشي · إيطاليا        | بيبا بريتون · بريطانيا العظمى       |
| 2007 تشونغجو      | دانييل براون · بريطانيا العظمى                 | وانغ لي · الصين                  | غولبين سو · تركيا                   |
| 2009 نيمبورك      | دانييل براون · بريطانيا العظمى                 | ميلاني كلارك · بريطانيا العظمى   | أولغا بوليجيفا · روسيا              |
| 2011 تورينو       | دانييل براون · بريطانيا العظمى                 | ستيبانيدا أرتاخينوفا · روسيا     | زاندرا رابي · السويد                |
| 2013 بانكوك       | بورجو داغ · تركيا                              | دانييل براون · بريطانيا العظمى   | ميلاني كلارك · بريطانيا العظمى      |
| 2015 دوناوإيشينغن | إليونورا ساريتي · إيطاليا                      | لين يويشان · الصين               | كيم مي سون · كوريا الجنوبية         |
| 2017 بكين         | زهو جيامين · الصين                             | تاتيانا أندريفسكايا · روسيا      | لين يويشان · الصين                  |
| 2019 دين بوش      | نور شاهيدة عليم · سنغافورة                     | جيسيكا ستريتون · بريطانيا العظمى | تاتيانا أندريفسكايا · روسيا         |
| 2022 دبي          | تاتيانا أندريفسكايا Russian Archery Federation | ماريا أندريا فيرجيليو · إيطاليا  | فيبي باترسون باين · بريطانيا العظمى |
| 2023 بيلزن        | أزنور كوري · تركيا                             | شيتال ديفي · الهند               | جاني كارلا جوجل · البرازيل          |

### القوس المركب W1
الرجال
| النسخة           | الذهبية                       | الفضية                             | البرونزية                          |
| ---------------- | ----------------------------- | ---------------------------------- | ---------------------------------- |
| 1998 ستوك مانفيل | زدينيك سيبيك · جمهورية التشيك | راينر شميت · ألمانيا               | أوليفييه هاتم · فرنسا              |
| 1999 كريستشرش    | زدينيك سيبيك · جمهورية التشيك | فرانس كيكين · هولندا               | كويتشي مينامي · اليابان            |
| 2001 نيمبورك     | زدينيك سيبيك · جمهورية التشيك | جون كافانا · بريطانيا العظمى       | لاري تاونز · الولايات المتحدة      |
| 2003 مدريد       | جيف فابري · الولايات المتحدة  | زدينيك سيبيك · جمهورية التشيك      | أندرس جروندبيرغ · السويد           |
| 2005 مسا كارارا  | جيف فابري · الولايات المتحدة  | جان-بيير أنطونيوس · فنلندا         | روبرت ليهينر · سويسرا              |
| 2007 تشونغجو     | جيف فابري · الولايات المتحدة  | أوسمو كينونين · فنلندا             | آن سيونغ-بيو · كوريا الجنوبية      |
| 2009 نيمبورك     | بيتر كينيك · سلوفاكيا         | جيف فابري · الولايات المتحدة       | نوربرت مورفي · كندا                |
| 2011 تورينو      | أوسمو كينونين · فنلندا        | ديفيد دراهونينسكي · جمهورية التشيك | جان-بيير أنطونيوس · فنلندا         |
| 2013 بانكوك      | جان-بيير أنطونيوس · فنلندا    | جيف فابري · الولايات المتحدة       | ديفيد دراهونينسكي · جمهورية التشيك |

### فعاليات القوس المركب للفرق
الرجال المفتوح
| النسخة            | الذهبية          | الفضية          | البرونزية        |
| ----------------- | ---------------- | --------------- | ---------------- |
| 2001 نيمبورك      | إيطاليا          |                 |                  |
| 2003 مدريد        | الولايات المتحدة |                 |                  |
| 2005 مسا كارارا   | كوريا الجنوبية   |                 |                  |
| 2007 تشونغجو      | كوريا الجنوبية   |                 |                  |
| 2009 نيمبورك      | كوريا الجنوبية   | بريطانيا العظمى | ألمانيا          |
| 2011 تورينو       | بريطانيا العظمى  | كوريا الجنوبية  | السويد           |
| 2013 بانكوك       | بريطانيا العظمى  | إيطاليا         | سلوفاكيا         |
| 2015 دوناوإيشينغن | الولايات المتحدة | تركيا           | إيطاليا          |
| 2017 بكين         | إيطاليا          | إيران           | الولايات المتحدة |
| 2019 دين بوش      | إيران            | تركيا           | الصين            |
| 2022 دبي          | إيران            | أستراليا        | سلوفاكيا         |

الرجال W1
| النسخة      | الذهبية        | الفضية           | البرونزية |
| ----------- | -------------- | ---------------- | --------- |
| 2011 تورينو | جمهورية التشيك | الولايات المتحدة | اليابان   |

النساء
| النسخة            | الذهبية         | الفضية                     | البرونزية |
| ----------------- | --------------- | -------------------------- | --------- |
| 2007 تشونغجو      | بريطانيا العظمى |                            |           |
| 2009 نيمبورك      | بريطانيا العظمى | اليابان                    | تركيا     |
| 2011 تورينو       | روسيا           | بريطانيا العظمى            | الصين     |
| 2013 بانكوك       | روسيا           | الولايات المتحدة           | اليابان   |
| 2015 دوناوإيشينغن | روسيا           | ألمانيا                    | إيطاليا   |
| 2017 بكين         | إيران           | الصين                      | روسيا     |
| 2019 دين بوش      | الصين           | بريطانيا العظمى            | روسيا     |
| 2022 دبي          | تركيا           | Russian Archery Federation | إيران     |

مختلط
| النسخة            | الذهبية                    | الفضية          | البرونزية       |
| ----------------- | -------------------------- | --------------- | --------------- |
| 2011 تورينو       | روسيا                      | بريطانيا العظمى | السويد          |
| 2013 بانكوك       | تركيا                      | بريطانيا العظمى | إيطاليا         |
| 2015 دوناوإيشينغن | الصين                      | بريطانيا العظمى | إيطاليا         |
| 2017 بكين         | روسيا                      | إيران           | بريطانيا العظمى |
| 2019 دين بوش      | الصين                      | روسيا           | إيطاليا         |
| 2022 دبي          | Russian Archery Federation | الهند           | بريطانيا العظمى |

### القوس المركب / القوس المركب على الكرسي المتحرك (W1)
الرجال
| النسخة            | الذهبية                            | الفضية                     | البرونزية                          |
| ----------------- | ---------------------------------- | -------------------------- | ---------------------------------- |
| 2015 دوناوإيشينغن | ديفيد دراهونينسكي · جمهورية التشيك | جون ووكر · بريطانيا العظمى | فابيو أزوليني · إيطاليا            |
| 2017 بكين         | جيف فابري · الولايات المتحدة       | أومير آشيك · تركيا         | كونستانتين دونسكو · روسيا          |
| 2019 دين بوش      | باهاتين هيكيموغلو · تركيا          | لي جي · الصين              | ديفيد دراهونينسكي · جمهورية التشيك |
| 2022 دبي          | يجيت كانير أيدين · تركيا           | نهاد تركمانوغلو · تركيا    | ديفيد دراهونينسكي · جمهورية التشيك |
| 2023 بيلزن        | كريستوفر ديفيس · أستراليا          | باهاتين هيكيموغلو · تركيا  | ديفيد دراهونينسكي · جمهورية التشيك |

النساء
| Event             | الذهبية                          | الفضية                       | البرونزية                                |
| ----------------- | -------------------------------- | ---------------------------- | ---------------------------------------- |
| 2015 دوناوإيشينغن | قو يينغ · الصين                  | جو فريث · بريطانيا العظمى    | جيسيكا ستريتون · بريطانيا العظمى         |
| 2017 بكين         | جيسيكا ستريتون · بريطانيا العظمى | جو فريث · بريطانيا العظمى    | فيكتوريا روماري · بريطانيا العظمى        |
| 2019 دين بوش      | إلينا كروتوفا · روسيا            | كيم أوك غوم · كوريا الجنوبية | ليو جينغ · الصين                         |
| 2022 دبي          | ليزا كورييل · الولايات المتحدة   | نيل ميسر · تركيا             | إلينا كروتوفا Russian Archery Federation |
| 2023 بيلزن        | زهانغ لو · الصين                 | آسيا بيلليزاري · إيطاليا     | تشن مين يي · الصين                       |

الرجال للفرق
| النسخة            | الذهبية          | الفضية                     | البرونزية      |
| ----------------- | ---------------- | -------------------------- | -------------- |
| 2015 دوناوإيشينغن | الولايات المتحدة | روسيا                      | الصين          |
| 2017 بكين         | تركيا            | روسيا                      | إيطاليا        |
| 2019 دين بوش      | تركيا            | الصين                      | روسيا          |
| 2022 دبي          | تركيا            | Russian Archery Federation | جمهورية التشيك |

النساء
| النسخة   | الذهبية                    | الفضية | البرونزية       |
| -------- | -------------------------- | ------ | --------------- |
| 2022 دبي | Russian Archery Federation | تركيا  | شارك فريقان فقط |

فرق المختلط
| النسخة            | الذهبية                | الفضية  | البرونزية      |
| ----------------- | ---------------------- | ------- | -------------- |
| 2015 دوناوإيشينغن | بريطانيا العظمى        | الصين   | روسيا          |
| 2017 بكين         | بريطانيا العظمى        | روسيا   | اليابان        |
| 2019 دين بوش      | الصين                  | روسيا   | اليابان        |
| 2022 دبي          | الاتحاد الروسي للرماية | إيطاليا | جمهورية التشيك |

### الإعاقة البصرية
مفتوح
| النسخة          | الذهبية                      | الفضية                    | البرونزية                     |
| --------------- | ---------------------------- | ------------------------- | ----------------------------- |
| 2005 مسا كارارا | ماسيمو أودوني · إيطاليا      | روبن فان هوليبكي · بلجيكا | لورنزو بيانفا · إيطاليا       |
| 2007 تشونغجو    | ستيف بروز · بريطانيا العظمى  | جانيس والت · أستراليا     | ميليسا كارتر · أستراليا       |
| 2009 نيمبورك    | ماسيميليانو بيومبو · إيطاليا | روبن فان هوليبكي · بلجيكا | جانيس والت · الولايات المتحدة |

المصابين بالبصر 1
| النسخة            | الذهبية                       | الفضية                            | البرونزية                    |
| ----------------- | ----------------------------- | --------------------------------- | ---------------------------- |
| 2015 دوناوإيشينغن | جانيس والت · الولايات المتحدة | روجر ريس-إيفانز · بريطانيا العظمى | هازيل هوكلي · أستراليا       |
| 2019 دين بوش      | روبن فان هوليبكي · بلجيكا     | كريستوس ميسوس · قبرص              | دانييل مارتن أنايا · إسبانيا |
| 2022 دبي          | روبن فان هوليبكي · بلجيكا     | تانفير أحمد · باكستان             | دانييلي بيران · إيطاليا      |
| 2023 بيلزن        | ماتيو بانارييلو · إيطاليا     | كريغ نيوبيري · أستراليا           | روبن فان هوليبكي · بلجيكا    |

المصابين بالبصر 2/3
| النسخة            | الذهبية                     | الفضية                         | البرونزية                       |
| ----------------- | --------------------------- | ------------------------------ | ------------------------------- |
| 2015 دوناوإيشينغن | ستيف بروز · بريطانيا العظمى | بيتر برايس · بريطانيا العظمى   | كارمل باسيت · بريطانيا العظمى   |
| 2019 دين بوش      | ستيف بروز · بريطانيا العظمى | جيوفاني ماريا فاكارو · إيطاليا | نيكولاس توماس · بريطانيا العظمى |
| 2023 بيلزن        | ستيف بروز · بريطانيا العظمى | دانييلي بيران · إيطاليا        | نيكولاس توماس · بريطانيا العظمى |